# Ichthyophis pseudangularis
Ichthyophis pseudangularis es una especie de anfibio gimnofiones de la familia Ichthyophiidae que habita en Sri Lanka.